# Château de la Mota (Urgull)
Le château de la Mota (Castillo de la Mota en espagnol) et les fortifications du mont Urgull sont un complexe défensif situé sur le mont Urgull dans la ville espagnol de Saint-Sébastien.